# Каррисалес, Рамон
Рамон Алонсо Каррисалес Ренхифо (исп. Ramón Alonso Carrizales Rengifo; род. 8 ноября 1952, Сараса, штат Гуарико, Венесуэла) — венесуэльский политический деятель, бывший вице-президент и министр обороны, губернатор Апуре с 10 февраля 2011 года.

## Биография
5 июля 1974 года окончил Военную академию Венесуэлы. Полковник Вооружённых сил Венесуэлы (в отставке с 1994 года).
В 2000—2004 годах — председатель Национального Фонда городского транспорта (Фонтур).
С 2004 по 2006 год — Министр инфраструктуры Венесуэлы.
Под его руководством построены 3 и 4 линия метрополитена Каракаса, метрополитены в Валенсии, Маракайбо и Текесе.
В 2006—2007 годах — Министр жилищного строительства Венесуэлы.
С 6 января 2008 по 26 января 2010 года — вице-президент Венесуэлы. Одновременно с 2009 года занимал пост министра обороны.
В 2011 году занял должность губернатора штата Апуре, освободившуюся после ухода его предщественника по состоянию здоровья. Сохранил свою должность по результатам выборов 2012 и 2017 годов.

## Санкции
25 февраля 2019 года Управление по контролю за иностранными активами (OFAC) Министерства финансов Соединённых Штатов ввело санкции против Каррисалеса и губернаторов 3 других венесуэльских штатов за предполагаемую причастность к коррупции и блокированию доставки гуманитарной помощи.
Каррисалес попал под санкции канадского правительства 15 апреля 2019 года в соответствии с Законом о специальных экономических мерах. В заявлении правительства говорится, что «санкции коснулись высокопоставленных чиновников режима Мадуро, губернаторов регионов и людей, непосредственно причастных к деятельности, подрывающей демократические институты». Министр иностранных дел Христя Фриланд заявила: «Диктатура Мадуро должна быть привлечена к ответственности за этот кризис и лишение венесуэльцев их самых основных прав и потребностей. Канада привержена поддержке мирного восстановления конституционной демократии в Венесуэле».

## Награды
- Орден Морских заслуг 1 класса (2008) [10]

## Семья
Женат, имеет 3 детей. Жена, Юбри Ортега (Yubri Ortega), до января 2010 года была министром охраны окружающей среды.